# إنتل كور آي 7
إنتل كور إي 7 هو أحد المعالجات المكتبية x86-64 من عائلة إنتل، أول معالج يعمل بتقنية Nehalem ويعتمد على عائلة كور 2.

## نظرة موجزة على معالج core i7
إن معمارية Nehalem المعتمدة في Core i7 هي معمارية مطورة عن معمارية core 2 ولكن مع اختلاف واضح في ذواكرها وواجهات الإدخال والإخراج حيث صمم معالج Core i7 متضمناً أربع نوى على رقاقة واحدة مع متحكم ذواكر عليها (سابقاً كان متحكم الذواكر خارج المعالج في الجسر الشمالي) وتقنية ربط نقطة لنقطة مع اللوحة الأم تسمى QuickPath interconnect بدلاً من front-side-bus وتقنية the-hyper-threading وهي ميزة تعطينا السماحية بتفعيل 8 threads بنفس الوقت (أي يمكننا القول 8 برامج).
وعدلت شركة انتل على الرقاقة بحيث تتناسب مع النظام الجديد كما عدلت على نظام الذواكر والذواكر الخابية وهرمية توزيع.
إن هذه الرقاقة تحوي 731 مليون ترانزستور مرتبة على مساحة مقدرة ب263مم² بتقنية 45 نانو متر
بينما تحوي معالجات "AMD's native quacore Phenom"على 463 مليون ترانزستور ضمن مساحة أكبر مقدرة بـ283 مم² لأنها تعتمد تقنية 65 نانو متر
وبالتالي نجد أن المساحة متناسبة في Core i7.
تظهر النوى الأربع في معمارية Nehalem ممتدة على وسط الرقاقة وحولها العناصر الأخرى (تسميها أنتل uncore)
التي تشغل قسم كبير من الرقاقة وتشغل الـ Shared L3 Cashe الجزء الأكبر من الـuncore
هذه الذاكرة الخابية (L3 Cache) هي المستوى الأخير في التوزع الهرمي للذواكر الخابية وأما المستويات الأخرى فهي:
- ذواكر L1 Cache ضمن كل نوية من النوى الأربع بحجم 32ك.ب لكل منها.
- ذاكرة L1 data Cache بحجم 32ك. ذات 8 مجموعات مشاركة.
- ذواكر L2 Cache بحجم 256 ك.ب ذات 8 مجموعات مشاركة أيضاً.
- خارج النوى يوجد L3 Cache بحجم 8 م.ب

الذاكرة المخبئية من المستوى الثالث تعمل كناقل أساسي للمعطيات بين النوى الأربع، كما استخدمت انتل تقنية prefetching لزيادة أداء الذواكر الخابية (وهذه التقنية تعتمد على معرفة عينة من الذاكرة المستخدمة ثم ملء الذواكر الخابية بمعطيات لها علاقة مباشرة مع هذه العينة وبالتالي سيزيد عدد الإصابات الصحيحة للذاكرة الخابية).
إن معالج Core i7 يستطيع الوصول للذاكرة الرئيسية بشكل سريع نتيجة لمتحكم الذواكر المتكامل الذي تملكه والذي يقوم بالتخلص من «القفزات» من رقاقة إلى أخرى عندما يذهب ضمن الــfront –side bus إلى المتحكم الشمالي.
كما قامت الشركة بدمج ثلاث أقنية داعمة لذواكر من النوع DDR3 مع المعالج.
رسمياً أعلى سرعة للذواكر تم الوصول إليه بدعم من Core i7 ووصل إلى 1066 ميغا هيرتز وإن المعالجات الأقوى ضمن سلسلة Core i7 تتمكن من الوصول إلى ترددات 1600 وحتى 2000 ميغا هيرتز.
إن معالجات Core i7 ومع ثلاث أقنية ذواكر بتردد 1066ميغا هيرتز يمكن أن تصل إلى إجمالي (25.6 غيغا بايت بالثانية)على عرض بتات المعالج. وعلى تردد 1333 ميغا هيرتز نصل إلى 32 GB بالثانية وعلى 1600 ميغا هيرتز (38.4 غيغا بايت بالثانية) وعلى 2000 ميغا هيرتز نصل إلى (48 غيغا بايت بالثانية) بينما في معالجات الـcore 2 وصلنا كحد أقصى إلى (12.8 غيغا بايت بالثانية).
يرتبط معالج core i7 مع الذواكر بثلاث أقنية ومع باقي النظام برابط سريع جداً (نوع الربط: «نقطة لنقطة»)
يستطيع النقل بمعدل (25.6 غيغا بايت بالثانية) يسمى بالـQuickPath interconnect أو QPI أخذ مكان fornt-side bus.

## المعالج إنتل كور i7 (اكستريم اديشن)

### التصنيف
وهو معالج فرعي يندرج تحت تصنيف المعالجات متعددة النوى.
ولكن ظهر منافس له وهو معالج core i7 2600 وهو من فئة ساندي بريدج.

### تاريخ الإطلاق
31 مايو 2009.

### المميزات
يقدم أعلى أداء لمعالج على سطح هذا الكوكب للاعبين المتحمسين والمحبين للألعاب الحاسوبية، بتردد ساعة يصل إلى 3.33 GHz وبتعزيز السرعة بواسطة تكنولوجيا (إنتل توربو) التي تسرع بمقدار 3.45 GHz (لجميع النوى) و (3.6 GHz) للنواة الواحدة. مع وجود وصلة QPI (كويك باث انتركونيكشن) للمعالج i7 التي تعمل على تردد 3200 MHz والتي تقدم 32GB في الثانية بشكل تسلسلي بحيث عرض الحزمة بالاتجاهين، أو ما مجموعه 6.4 (جيجا منقولة في الثانية). كما يحتوي على 4 نوى قادرة على معالجة 8 سلاسل بواسطة تكنولوجيا (انتل هايبر ثريدينج)، هذه النوى مدعمة ب 32 كيلو *4 ذاكرة خابية للتعليمات و 32 كيلو *4 ذاكرة خابية مستوى أول (32 كيلو للنواة الواحدة)، 256 كيلو خابية مستوى ثاني للنواة الواحدة و 8 ميغا بايت ذاكرة خابية مشتركة مستوى ثالث. وهذا المعالج يستخدم تكنولوجيا (انتليجينت ملتي كور) التي تقوم بتسريع الأداء لمواكبة حجم العمل. في الواقع، سوف يقوم المعالج بتقديم أقصى قدر من الأداء لكل ما لديك من تطبيقات، وذلك بفضل مزيج من (إنتل توربو التكنولوجيا 3 والتكنولوجيا 4)، والتي تقدم كامل قوة المعالجة عند أشد رسبري باي بالحاجة إليها.
يمكنك الاستفادة من أسرع ترميز للفيديو بنسبة 79% وأسرع إعادة تشكيل للصورة بنسبة 46%. يوفر عرض للنطاق الترددي وأداء الذاكرة لم يسبق له مثيل، بما في ذلك وحدة تحكم الذاكرة المتكاملة مع (3 قنوات دي دي أر 3)، و (2 دي أي ام ام اس)لكل قناة، ويصل عرض النطاق الترددي إلى 25.6 جيجابايت/ثانية لـ (دي دي ار 3) 1066 ميغاهرتز.

### المواصفات والخصائص

#### رباعي النوى
يوفر أربع نوى تنفيذ مستقلة في حزمة معالج واحدة. بالإضافة لوجود أربع نوى معالجة مساعدة مكرسة لأنظمة التشغيل والتطبيقات والتي تساعد على توفير أداء أفضل.

#### تقنية (انتل هايبر ثريدينج)
تقوم بإيصال سلسلتين في حالة المعالجة لكل نواة فيزيائية لما مجموعه 8 (سلاسل) عندما يحتاج الإخراج لقوة حسابية هائلة، وبواسطة هذه التقنية فإن التطبيقات التي تحتاج لعدد كبير من (السلاسل) سوف يتم إنجازها
بشكل متوازي، وما يميز هذا المعالج هو إمكانية معالجة التطبيقات المتعددة والتي تعمل في وقت واحد.

#### الكاش الذكي
بسعة 8 ميغا بايت، هذه الذاكرة الخابية الواسعة في المستوى الأخير تُمَكِن من الحجز الديناميكي والمجدي للذاكرة الخابية المشتركة بين النوى الأربعة لتتناسب مع احتياجات التطبيقات المختلفة والتي تحتاج لكفاءة فائقة وتخزين البيانات والتحكم بها.

#### تقنية (انتل كويك باث)
حيث يستخدم أحدث نظام توصيل لزيادة عرض المجال الترددي والتقليل من التأخير في حين تحقق هذه الوصلة نقل البيانات بسرعة تصل إلى 25.6 جيجابايت في الثانية.

#### متحكم الذاكرة المدمج
وهو متحكم متكامل للذاكرة والذي يحوي 3 قنوات (دي دي أر 3) 1066 ميغا هيرتز، والذي يقدم أداء للذاكرة يصل إلى 25.6 جيجابايت في الثانية بالإضافة لخوارزميات الجلب المسبق للمعالج، فان انخفاض التأخير وعرض النطاق الترددي العالي يوفر أداء مذهل لتطبيقات البيانات.

#### الوصول الذكي للذاكرة
يحسن أداء النظام عن طريق الاستخدام الأمثل لعرض النطاق الترددي للبيانات المتاحة للنظام الفرعي للذاكرة والحد من التأخير الناتج عن النفاذ المتكرر للذاكرة.

#### تقنية (انتل اش دي)
تحسن بشكل كبير في طائفة واسعة من تطبيقات الوسائط المتعددة وتطبيقات الحوسبة المكثفة، فإن التعليمات الصغيرة على 128 بت تصدر بمعدل إنتاجية يبلغ واحد في دورة الساعة الواحدة.

#### الاستشعار الحراري الرقمي
يوفر للمعالج منصة للتحكم الحراري وتحسين ضجيج المعالج. حيث يقيس درجات الحرارة بشكل مستمر في كل نواة معالجة. وله القدرة على الكشف المستمر للاختلافات في درجة حرارة المعالج تمكن المراوح في نظام التبريد أن تعمل بالسرعة اللازمة لتبريد النظام. هذه التقنيات يمكن أن تؤدي إلى انبعاث أقل بكثير للضجيج من خلال جهاز الكمبيوتر.

#### التنفيذ الديناميكي الواسع
يحسن سرعة التنفيذ والكفاءة، ويوفر مزيد من التعليمات لكل دورة. كل نواة يمكن إكمال ما يصل إلى أربعة تعليمات كاملة في وقت واحد.

#### تقنية (إنتل توربو التكنولوجيا3)
يقوم بزيادة تردد المعالج بشكل ديناميكي عن طريق الاستفادة من الطاقة الحرارية عندما يكون العمل دون حدود معينة. أي الحصول على أداء أعلى عند الحاجة.